# Chassigny-sous-Dun
Pour les articles homonymes, voir Chassigny (homonymie).
Chassigny-sous-Dun est une commune française située dans le département de Saône-et-Loire, en région Bourgogne-Franche-Comté.

## Géographie

### Localisation
Chassigny-sous-Dun fait partie du Brionnais.
Chassigny-sous-Dun comme d'autres communes des environs comme Châteauneuf, Saint-Maurice-lès-Châteauneuf, Tancon... fait partie de cette zone intermédiaire, de part et d'autre de la rivière le Sornin, entre Brionnais et haut-Beaujolais, correspondant à une partie du canton de Chauffailles en Saône-et-Loire dans l'arrondissement de Charolles.
Elle se situe dans la zone d'attraction de la ville de Roanne appartenant au département de la Loire. La commune est limitrophe de sept autres, au nord-ouest Saint-Laurent-en-Brionnais, au nord La Chapelle-sous-Dun, au nord-est Varennes-sous-Dun, à l'est Mussy-sous-Dun, au sud-est Chauffailles, au sud Tancon et à l'ouest Saint-Maurice-lès-Châteauneuf. Elle doit son nom, comme quatre autres communes de son canton, à la montagne de Dun (721 m) dont le sommet se trouve à la limite des communes de Varennes et de Saint-Racho. Sa superficie, 13,28 km2, est celle d'une commune de dimension moyenne pour la région. Sa forme approximativement quadrangulaire fait que les distances internes à vol d'oiseau sont peu différentes du nord au sud (près de 5 km) et d'est en ouest (près de 4,5 km). Par son altitude moyenne de 379 m, Chassigny appartient à la zone des basses collines du Nord-Est roannais, les 9/10e de son territoire étant compris entre 300 et 400 m. Seule une toute petite partie de ce territoire au nord-est qui s'appuie sur les contreforts de la montagne de Dun dépasse les 400 m d'altitude et se redressant rapidement culmine à 546 m.
Le territoire de la commune est limitrophe de ceux de sept communes :
| Saint-Laurent-en-Brionnais    | La Chapelle-sous-Dun | Varennes-sous-Dun |
| Saint-Maurice-lès-Châteauneuf | Chassigny-sous-Dun   | Mussy-sous-Dun    |
|                               | Tancon               | Chauffailles      |

### Géologie et relief
Le relief de la commune est entièrement modelé dans les terrains cristallins du socle, granite pour l'essentiel, microgranite dans la partie nord-est et notamment dans la zone de demi-montagne sur les flancs de la montagne de Dun. Ce matériel géologique (qui cesse d'affleurer exactement à la limite occidentale du territoire communal pour faire place à des terrains argilo-sableux) inclut Chassigny dans le massif beaujolais du moins dans ses marges les plus basses. Le socle est ici parcouru de failles de direction méridienne pour l'essentiel avec  interférence armoricaine à la limite avec Tancon. La large vallée de la rivière de Mussy et le sillon étroit du Sornin sont tapissés d'alluvions récentes.

### Hydrographie
Le système hydrographique de la commune est constitué par la rivière le Sornin et son affluent de rive gauche la rivière de Mussy. Le Sornin qui coule dans ce secteur du nord-est au sud-ouest n'intéresse que sur 2,2 km la marge nord-occidentale de la commune tandis que la rivière de Mussy représente une sorte d'axe est-ouest long de près de 4,8 km sinon central du moins transversal de son territoire (servant finalement de limite avec Saint-Maurice-lès-Châteauneuf sur 1,5 km). Le Sornin entre à Chassigny à 324 m d'altitude et en sort à 305 m soit un dénivelé de 19 m et une pente de plus de 0,5 %/km. Son débit moyen est celui d'un cours d'eau déjà abondant avec 294 l/s à la sortie de la commune avec un étiage quinquennal peu marqué de 287 l/s. La rivière de Mussy est à 338 m d'altitude à la limite avec Mussy et à 320 m  à la limite de Saint-Maurice-lès-Châteauneuf soit un dénivelé de 18 m et une pente très faible de 0,1 %/km. Le débit moyen de ce petit cours d'eau est de 50 l/s et son étiage quinquennal de 35 l/s.
L'existence d'un renflement au nord-est et surtout la disposition de l'hydrographie sont à l'origine du compartimentage du territoire municipal. Les flancs de la montagne de Dun, au nord-est, constituent un compartiment à part délimité grosso modo par la courbe hypsométrique des 400 m, mais où l'espace municipal de Chassigny atteint avec 546 m son point culminant. Le compartiment central, le plus vaste, constitué par l'interfluve qui sépare le Sornin de la rivière de Mussy est une surface mollement vallonnée légèrement inclinée vers l'ouest conformément à la structure générale de la région et où les altitudes avoisinent une moyenne de 360 m. Le bourg, lui-même central dans la commune, placé sur une légère éminence autour de 380 m, domine légèrement cet espace tandis que les talwegs des deux cours d'eau représentent en creux deux sillons entre 320  et 300 m. Au sud de la rivière de Mussy, sur l'interfluve qui sépare ce cours d'eau du Botoret (la rivière de Chauffailles), les altitudes se relèvent et sur un bombement qui se prolonge sur la commune de Tancon dépassent là encore les 400 m avec un culmen à 437 m. Un quatrième compartiment, outre Sornin, de moindre étendue que les deux précédents, s'étend sur le versant sud-est de l'interfluve Sornin-ruisseau des Monts (le versant nord-ouest appartient à Saint-Laurent-en-Brionnais). Sur la commune de Chassigny au moins les altitudes y sont modestes : autour de 350 m mais dépassent les 400 m à Saint-Laurent. L'altitude moyenne de l'aire municipale s'établit à 375 mètres.

### Climat
Pour des articles plus généraux, voir Climat de la Bourgogne-Franche-Comté et Climat de Saône-et-Loire.
En 2010, le climat de la commune est de type climat océanique dégradé des plaines du Centre et du Nord, selon une étude du Centre national de la recherche scientifique s'appuyant sur une série de données couvrant la période 1971-2000. En 2020, Météo-France publie une typologie des climats de la France métropolitaine dans laquelle la commune est exposée à un climat de montagne ou de marges de montagne et est dans la région climatique Centre et contreforts nord du Massif Central, caractérisée par un air sec en été et un bon ensoleillement.
Pour la période 1971-2000, la température annuelle moyenne est de 10,2 °C, avec une amplitude thermique annuelle de 17,1 °C. Le cumul annuel moyen de précipitations est de 942 mm, avec 12,2 jours de précipitations en janvier et 7,8 jours en juillet. Pour la période 1991-2020, la température moyenne annuelle observée sur la station météorologique de Météo-France la plus proche, « Charlieu », sur la commune de Charlieu à 13 km à vol d'oiseau, est de 11,6 °C et le cumul annuel moyen de précipitations est de 769,3 mm. 
La température maximale relevée sur cette station est de 41 °C, atteinte le 24 juillet 2019 ; la température minimale est de −16 °C, atteinte le 13 janvier 2003,,.
Les paramètres climatiques de la commune ont été estimés pour le milieu du siècle (2041-2070) selon différents scénarios d'émission de gaz à effet de serre à partir des nouvelles projections climatiques de référence DRIAS-2020. Ils sont consultables sur un site dédié publié par Météo-France en novembre 2022.

### Milieux naturels et biodiversité
Le taux de boisement de la commune de Chassigny - 6 % de la surface totale- est modeste comparé à celui de ses voisines orientales - 24 % à Mussy-sous-Dun, 38 à Anglure-sous-Dun - mais supérieur à celui de Tancon - 5 % - ou de Saint-Maurice-lès-Châteauneuf : 4 %. Sur les 79  ha de bois de la commune 69 sont couverts de conifères et 10 d'essences mélangées. La moitié de l'espace boisé se rencontre sur la superficie réduite que représentent les flancs de la montagne de Dun, le reste pour l'essentiel sur le bombement situé au sud de la rivière de Mussy.

## Urbanisme

### Typologie
Au 1er janvier 2024, Chassigny-sous-Dun est catégorisée commune rurale à habitat dispersé, selon la nouvelle grille communale de densité à sept niveaux définie par l'Insee en 2022.
Elle est située hors unité urbaine. Par ailleurs la commune fait partie de l'aire d'attraction de Chauffailles, dont elle est une commune de la couronne,. Cette aire, qui regroupe 9 communes, est catégorisée dans les aires de moins de 50 000 habitants,.

### Occupation des sols
L'occupation des sols de la commune, telle qu'elle ressort de la base de données européenne d’occupation biophysique des sols Corine Land Cover (CLC), est marquée par l'importance des territoires agricoles (94 % en 2018), une proportion sensiblement équivalente à celle de 1990 (94,1 %). La répartition détaillée en 2018 est la suivante : prairies (66,1 %), zones agricoles hétérogènes (28 %), forêts (6 %). L'évolution de l’occupation des sols de la commune et de ses infrastructures peut être observée sur les différentes représentations cartographiques du territoire : la carte de Cassini (XVIIIe siècle), la carte d'état-major (1820-1866) et les cartes ou photos aériennes de l'IGN pour la période actuelle (1950 à aujourd'hui).

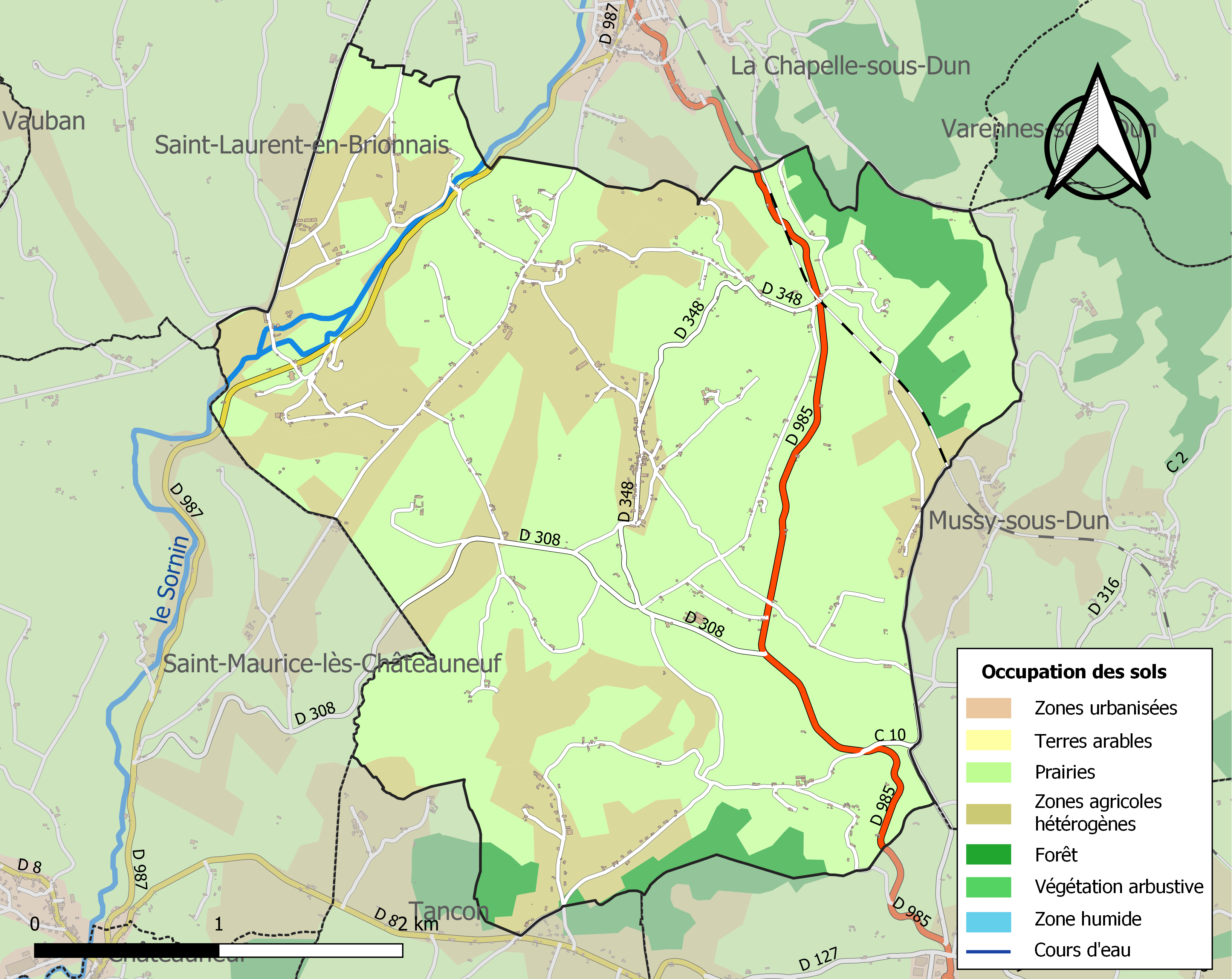
Carte des infrastructures et de l'occupation des sols de la commune en 2018 (CLC).

### Lieux-dits, hameaux et écarts
La commune de Chassigny-sous-Dun appartient à une région dont le paysage rural est le demi-bocage caractérisé par une forte dispersion de l'habitat ; les écarts y sont nombreux et le bourg ne rassemble généralement qu'une fraction assez limitée de la population. Le territoire municipal est ainsi parsemé de simples lieudits constitués d'un petit nombre de maisons mais aussi de hameaux groupant un nombre d'habitations plus considérable. Parmi les hameaux de Chassigny on peut mentionner au nord-ouest, outre Sornin, les Verchères et les Noirards ; dans la partie centrale, les Modeux, Vervier, le Bey, les Bruyères, Champ Villerêt, les Chefs ; au sud de la rivière de Mussy, les Perrets, les Pins de l'Ormay, les Chizelles ; dans la partie montueuse du nord-est, le Vieux Bourg. Les lieudits sont nombreux : la Montignière, la Gare, Prégéron, les Plains, les Pins, Mont Chef, Armond, les Brandonnes, les Combes, les Grands Genêts, les Ormes, les Perchats, les Pierres Folles, les Pierres Plates, les Justices, Terre de la Croix,
Le bourg occupe une situation centrale dans le territoire communal. Il groupe environ cent personnes soit un peu moins de 20 % de la population totale, proportion plus forte que dans bien des communes des environs.
Les Vichaires, le Bief, les Pessailles, Molleron, Montcarron, Paquier de la Pierre Longue, Pré de l'Étang, Pré des Vernes, les Charnays, les Nisères, les Verchères, Bois de la Garenne, l'Absaire, l'Écheneau, la Grande Terre, la Place, la Roche Coupée, le Coup de la Pierre, le Haut du Creux, le Montrond, Montceneau, les Grandes Terres et quelques maisons de la Croix de la Rive (hameau constitué principalement sur la commune de Tancon). Quant aux quartiers du Bon Coin, de Pré Gérons et du Villard ils représentent des faubourgs du chef-lieu de la commune.

### Voies de communication et transports
Deux routes importantes traversent le territoire de Chassigny-sous-Dun, les départementales 987 et 985. La première est de celles qui suivent cette sorte de couloir privilégié que constitue un talweg : la D 987 suit le Sornin et relie Roanne et Charlieu à La Clayette en un tronçon d'un peu plus de 2 km au nord-ouest de la commune. La route départementale 985 revêt une importance plus considérable pour la commune : elle constitue une voie à grande circulation et elle traverse le territoire communal sur une distance de près de 4,5 km. Elle met en relation le Beaujolais et le Charolais conduisant au sud à Chauffailles et au col des Écharmeaux et finalement se prolonge par les itinéraires qui mènent à Lyon. Au nord, après sa jonction toute proche avec la D 987 à La Chapelle-sous-Dun, elle se dirige vers La Clayette et au delà vers Charolles. Son tracé nord-sud dans la partie orientale de la commune de Chassigny ignore les fonds de vallées franchissant en sauts de mouton les deux interfluves Botoret-Rivière de Mussy et rivière de Mussy-Sornin en longeant le flanc oriental de la montagne de Dun. Le maillage routier est complété à Chassigny par deux autres routes départementales dont la principale la D 308 constitue une bretelle entre les deux voies plus passantes 985 et 987 ; elle court d'est en ouest en suivant la large vallée de la rivière de Mussy sur 2,3 km. La D 348 quant à elle se greffant sur la D 985 entre le lieudit le Vieux Bourg et le lieudit le Bey traverse le bourg de la commune dont elle constitue la grande rue. Au total, la commune est desservie par 11,5 km de routes départementales.
Autre mode de transport présent sur la commune, le chemin de fer avec la ligne de Paray-le-Monial à Givors-Canal dont un peu plus de 2 km longent le flanc ouest de la montagne de Dun sur le territoire de Chassigny. Le relief relativement accidenté a imposé des passages en tranchées et un tunnel, ouvrages moins spectaculaires que ceux jalonnant la même ligne à travers la montagne beaujolaise. Cependant, la voie ferrée traverse la commune quelque peu en étrangère d'autant que la gare de Chassigny est depuis longtemps désaffectée. Il n'en reste pas moins que son existence permet l'accès à deux gares très proches, celle de Chauffailles en direction de Lyon et  celle de La Clayette-Baudemont en direction de Paray-le-Monial, situées toutes deux à 7 km seulement du bourg de Chassigny.

## Politique et administration
| Période                                  | Période      | Identité          | Étiquette | Qualité |
| ---------------------------------------- | ------------ | ----------------- | --------- | ------- |
| mars 1989                                | mars 2008    | René Lamure       |           |         |
| mars 2008                                | juillet 2020 | Christian Daubard |           |         |
| juillet 2020                             | en cours     | Marie-Anne Bois   |           |         |
| Les données manquantes sont à compléter. |              |                   |           |         |

## Démographie
Comme beaucoup de communes du nord-est roannais, Chassigny avait connu un siècle de croissance de sa population jusqu'à un pic atteint en 1876 ; la commune avait alors 2 229 habitants. Le siècle qui a suivi a été marqué par un déclin démographique continu réduisant la population de la commune à un point tel qu'à la fin du XXe siècle le nombre d'habitants n'était plus que de 558. L'exode rural qui est à l'origine de cette perte de substance humaine est à mettre en relation avec la révolution industrielle qui a affecté cette région comme d'autres et a provoqué un appel de population vers les villes, en l’occurrence les petites villes des environs, Chauffailles, Charlieu, La Clayette où s'implantaient les industries textile et  mécanique. Cet exode n'a pas conduit ici à un effondrement aussi marqué que dans certaines localités des environs qu'il avait vidé des 3/4 de leurs habitants ; à Chassigny il restait encore en 1999 45 % du maximum historiquement atteint. En revanche, le déclin s'est poursuivi plus tard qu'ailleurs dans la région; dans des communes très proches, Mussy-sous-Dun, Saint-Maurice-lès-Châteauneuf par exemple, un redressement s'est produit au cours du dernier quart du XXe siècle. Enfin, la reprise de la croissance qui a caractérisé les quinze dernières années à Chassigny a été fluctuante et a eu un résultat peu déterminant : après avoir atteint le niveau des 600 habitants en 2011 la population est retombée depuis cette date à un niveau légèrement inférieur (572 hab. en 2018).
L'évolution du nombre d'habitants est connue à travers les recensements de la population effectués dans la commune depuis 1793. Pour les communes de moins de 10 000 habitants, une enquête de recensement portant sur toute la population est réalisée tous les cinq ans, les populations de référence des années intermédiaires étant quant à elles estimées par interpolation ou extrapolation. Pour la commune, le premier recensement exhaustif entrant dans le cadre du nouveau dispositif a été réalisé en 2008.

En 2022, la commune comptait 558 habitants, en évolution de −2,45 % par rapport à 2016 (Saône-et-Loire : −1,06 %, France hors Mayotte : +2,11 %).
| 1793 | 1800 | 1806 | 1821 | 1831 | 1836 | 1841 | 1846  | 1851  |
| ---- | ---- | ---- | ---- | ---- | ---- | ---- | ----- | ----- |
| 725  | 551  | 718  | 866  | 907  | 911  | 961  | 1 060 | 1 074 |

| 1856  | 1861  | 1866  | 1872  | 1876  | 1881  | 1886  | 1891  | 1896  |
| ----- | ----- | ----- | ----- | ----- | ----- | ----- | ----- | ----- |
| 1 052 | 1 079 | 1 163 | 1 176 | 1 229 | 1 173 | 1 158 | 1 156 | 1 361 |

| 1901  | 1906  | 1911 | 1921 | 1926 | 1931 | 1936 | 1946 | 1954 |
| ----- | ----- | ---- | ---- | ---- | ---- | ---- | ---- | ---- |
| 1 168 | 1 069 | 986  | 886  | 848  | 803  | 734  | 674  | 658  |

| 1962 | 1968 | 1975 | 1982 | 1990 | 1999 | 2006 | 2008 | 2013 |
| ---- | ---- | ---- | ---- | ---- | ---- | ---- | ---- | ---- |
| 647  | 629  | 580  | 632  | 567  | 558  | 584  | 591  | 574  |

| 2018 | 2022 | - | - | - | - | - | - | - |
| ---- | ---- | - | - | - | - | - | - | - |
| 572  | 558  | - | - | - | - | - | - | - |

## Économie

### Agriculture
L'agriculture reste une activité économique prédominante à Chassigny-sous-Dun (65 % des activités productives). La régression de la part prise par les travaux de la terre par rapport à l'ensemble des activités économiques, phénomène commun aux campagnes de la région, est loin d'avoir connu à Chassigny l'ampleur avec laquelle elle s'est produite dans certaines communes rurales des environs. La vocation agricole de la commune se manifeste par le maintien sur son territoire d'un nombre appréciable d'exploitations. Leur nombre  s'y est certes considérablement réduit au cours des dernières décennies ; il y en avait 48 en 1988, 36 en 2000, 27 en 2010, il en reste 13 actuellement. La commune compte une exploitation pour 44 habitants soit une proportion plus forte que dans certaines communes  environnantes : 1 pour 95 à Saint-Maurice-lès-Châteauneuf, 1 pour 88 à La Chapelle-sous-Dun (mais 1 pour 25 à Saint-Laurent-en-Brionnais). La surface agricole utile totale - 996 ha - était en 2010 (date du dernier recensement agricole en date) inférieure à ce qu'elle était précédemment (1167 en 2000). La pédologie et le climat expliquent la part prédominante des herbages - 760 ha  soit 76 % de la surface agricole utile- par rapport aux labours, 236 ha, 24 %). Les dix exploitations de la commune pratiquant l'élevage bovin relèvent de la filière viande, avec des cheptels de race charolaise, activité conforme à la spécialité dominante dans la région. Le nombre de têtes de bétail a diminué entre 2000 et 2010 passant de 2-13 à 2021. Ces fermes rassemblent l'essentiel des surfaces utiles de la commune si bien qu'en tenant compte aussi de l'activité de quelques exploitants extérieurs on peut estimer leur superficie moyenne à environ 90 hectares. Les exploitations élevant des vaches allaitantes sont bien réparties sur le territoire municipal  depuis le lieudit les Noirards au nord (2 fermes) jusqu'au lieudit les Perrets au sud en passant par Vervier, les Pins, les Plains, les Bruyères, les Chefs (2 exploitations) et les Chizelles. A cette forme dominante d'élevage s'ajoutent un élevage porcin au lieudit Vervier, un élevage caprin au Vieux Bourg et un élevage de canards au lieudit les Verchères. Une activité d'apiculture est pratiquée aux Pins de l'Ormay, un élevage canin au Vieux Bourg. Une exploitation forestière a son siège au lieudit Mont Chef.

### Artisanat et commerce
L'artisanat du bâtiment rassemble deux entreprises de maçonnerie, l'une au bourg, l'autre au lieudit les Bruyères ; une entreprise de charpente et de couverture est sise à la Croix de la Rive. Une activité de charpente métallique-serrurerie est implantée au bourg de la commune. l'artisanat d'art est illustré par un atelier de céramique aux Pins de l'Ormay. Aux Armonds sur la D 987, une activité de montage de pièces détachées pour diverses branches de fabrications métalliques, jeux et jouets dépend d'une entreprise de Coublanc. Depuis la disparition de deux restaurants qui ont fonctionné au bourg et à la gare, les activités tertiaires ne sont plus représentées à Chassigny-sous-Dun que par un hébergement touristique au bourg.

## Culture locale et patrimoine

### Lieux et monuments
- Église Saint-Symphorien, datant du XIXe siècle et de style néo-roman[23].
- Chapelle.

### Personnalités liées à la commune
Parmi les personnalités attachées à Chassigny-sous-Dun figure :
- l'acteur Yves Tarlet (1921-2000), élève de Louis Jouvet, né à Chassigny-sous-Dun[24].

## Pour approfondir